# إيوني بيلارا
إيوني بيلارا (بالإسبانية: Ione Belarra)‏ (25 سبتمبر 1987 -) هي سياسية ونفسانية إسبانية من حزب بوديموس شغلت منصب وزيرة الشؤون الاجتماعية [الإنجليزية] من 2021 حتى 2023.

## حياتها
ولدت إيوني في بنبلونة بمنطقة نبرة، وتخرجت في علم النفس من جامعة مدريد المستقلة عام 2012، وحصلت على درجة الماجستير في التربية.